# EMate 300

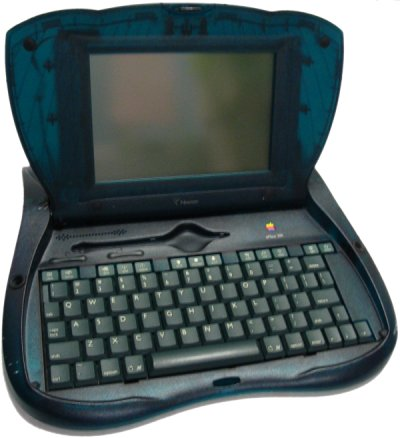
Apple Newton eMate 300 を開けた状態

eMate 300は、Appleが設計生産販売した、教育市場向けの携帯情報端末である。
eMateは1997年3月7日にUS$800で発売された。1998年2月のニュートンシリーズの終了により、後継機種の発売は続かなかったが、特徴的な半透明の筐体を持ち、その独創的なデザインコンセプトは後のiMac・iBookに引き継がれた。

## 特徴
eMate 300は、解像度480x320、16階調のバックライトつきのディスプレイ、スタイラスペン、フルサイズキーボード、赤外線通信、Macintoshの標準シリアル/LocalTalkポートを装備し、電力は内蔵する充電式バッテリーから供給され、満充電で28時間使用できた。
低価格を達成するため、クロック周波数25 MHzのARM 710a プロセッサが使用され、StrongARM 110 プロセッサを使用するMessagePad 2000よりもRAMが少なく拡張性も少なかった。

## デザイン
eMate 300は教室用に設計された耐久性のある緑色の透明な筐体を特徴とし、ダークグリーンのキーボードで当時のPowerBookに似ていた。紫、赤、橙色のeMate試作機はショウのみで量産されなかった。
デザインの特筆すべき特徴として、背面のハンドルと裏面の三脚の取付用ねじ穴、ネームプレートがあげられる。ハンドルは気軽に持ち運べるよう組み込まれたもので、三脚穴は野外での利用を意識したものであった。

## iBook

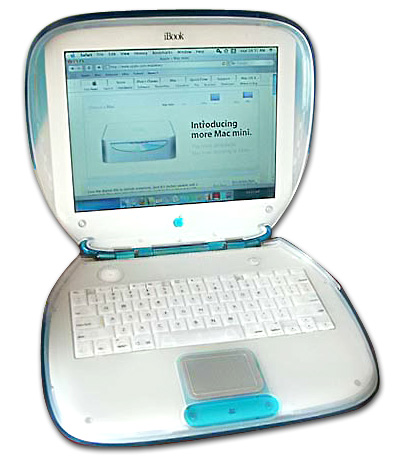
iBookの意匠はeMate 300と酷似している

eMateで使用された耐久性のあるハンドル付のプラスチック筐体を特徴とするデザインは、1999年に発売されたMacintoshである初代iBookシリーズに流用された。iBookの最初のモデルは300 MHz PowerPC G3プロセッサを搭載していた。

## 関連
- Apple Newton
- iMac
- iPad